# どぼんどぼんど
どぼんどぼんどは、SCANDALのメンバーのMAMIとTOMOMIで結成したスピンオフのラップユニット。初期の名前候補にエリンギギロチン、なすびルックと、どぼんどぼんどがあったが、スタッフによる投票でどぼんどぼんどに決まった。元は漫才コンビでM-1グランプリの応募用紙に名前を書いたが、メンバーのHARUNA曰く全然面白くなく、何故かラップユニットに転向した。

## メンバー
MAMI
TOMOMI

## 楽曲
- 2011年
  - どぼんどぼんどのテーマ
    - お笑い芸人のエハラマサヒロがプロデュースした。
- 2012年
  - ちぇりーじゃむ
    - TOMOMIがヒューマンビートボックスに挑戦した。『太陽スキャンダラス』限定盤Bのカップリング曲。
- 2016年
  - セカペロ
    - DJみそしるとMCごはんがプロデュースした。『テイクミーアウト』限定盤Aのカップリング曲。

  - どぼんどぼんどダンジョン
    - サイプレス上野がプロデュースした。『テイクミーアウト』限定盤Bのカップリング曲。